# 湯上谷竑志
湯上谷 竑志（ゆがみだに ひろし、本名：湯上谷 宏〈読み同じ〉、1966年5月3日 - ）は、富山県黒部市出身の元プロ野球選手（内野手、外野手）。愛称はガメ、ガメやん。

## 経歴
星稜高では甲子園に4回など全国大会に7回出場。1年生の1982年第64回全国選手権は控え選手、2回戦（初戦）で早稲田実業高の荒木大輔に抑えられ大敗。2年生から遊撃手のレギュラーとなる。1983年第55回選抜では、1回戦で井上真二らのいた熊本工業高を降すが、2回戦で横浜商業高の三浦将明に完封を喫する。
秋の明治神宮大会では初戦をエース川場の好投で鳥取商業高に圧勝し、2回戦の京都商業高戦で湯上谷が先発し、9回裏10-4とリードした場面で四球連発となり、川場が緊急登板したものの結局逆転負けを喫した。京都商業高は同大会で準優勝となった。
翌1984年第56回選抜も1回戦で佐世保実業高のエース吉田直喜に完封負け。同年第66回全国選手権でも1回戦で別府商業高に9回サヨナラ負け。1年下のチームメートに三塁手の鈴木望がいた。
1984年のプロ野球ドラフト会議で南海ホークスから2位指名を受け入団。
1985年から一軍初出場を果たし、その後も出場機会を増やしていた。
1988年の秋季キャンプ中に右脛骨を骨折。
1989年は一軍不出場に終わった。
1990年からは二塁手のレギュラーとして3年連続で全試合出場を果たす。
1994年から登録名を「湯上谷 竑志」としたが、前年から極度の打撃不振に苦しみこの年も開幕二塁で出場したが状態が改善できず、前年一塁手のレギュラーだった藤本博史が二塁のレギュラーになる。翌年以降も小久保裕紀と井口資仁の台頭や浜名千広の二塁コンバートで内野陣の再編が進み、先発出場での機会が減少したが、捕手以外全てを守れる守備力を買われユーティリティプレイヤーとしてチームを支えた。
2000年に現役を引退する。引退を決めたのは同年の日本シリーズの後である。日本シリーズ第5戦で怪我をした小久保裕紀に代わり第6戦で三塁手を守っていたが、巨人の清原和博が打った三ゴロを一塁手の遥か上にいく悪送球をしたことから、自分のプレーができなくなったと引退会見で理由を語った。
現役引退後はフロント入りし、営業を担当。一時福岡ドーム企画営業部に出向し、「元ダイエー・湯上谷がプランニングした観戦ツアー」なるパッケージツアーが企画・販売されたこともあった。
2005年から2007年までソフトバンク育成担当コーチ。
2008年は再びフロントに戻り、野球振興部課長代理を経て、企画室ディレクターを務めた。
2009年からはソフトバンク一軍内野守備走塁コーチ補佐に就任。
2010年は一軍内野守備走塁コーチ。
2011年は二軍内野守備走塁コーチを務めた。コーチ時代は長谷川勇也を育てた。
2012年からは西戸崎合宿所の寮長を務める。
2013年11月7日に退団。コーチや寮長としても、本名ではなく現役後期からの登録名であった「湯上谷 竑志」の名義を使用していた。
2014年にはアメリカ・サンディエゴへ語学留学することが報じられた。その後、2016年時点では九州総合スポーツカレッジで健康管理士として学生の指導にあたっている。
2019年に福岡のローカル番組に出演した際にはセラピストとして活動していると告白していた（2017年9月より「りらくる」に勤務）。
2020年より九州三菱自動車硬式野球部の守備走塁コーチに就任。ここでは本名の「湯上谷 宏」の名で活動。セラピストとしての活動も並行して継続している。2023年シーズンをもって退任した。

## 選手としての特徴・人物
背番号は入団時14、1988年は7、1989年以降は6。俊足を生かした広い守備範囲が特徴で、内外野どのポジションでもこなせるユーティリティプレイヤーだった（二塁668試合、遊撃258試合、三塁233試合、一塁5試合、外野54試合）。入団後数年はスイッチヒッターだった。
1990年頃から藤本博史・小川史・森脇浩司との4人（4人とも名前読みが『ひろし』）で内野を守ることがたびたびあった。
1987年オフには「来季から湯上谷、立浪のフレッシュ二遊間で売り出す」と球団を挙げて公言するなど、南海球団は当時PL学園高校の主将であった立浪和義の獲得と湯上谷・立浪の若手コンビによる二遊間形成を目論んでいたが、結局、立浪は同年のドラフトで中日ドラゴンズが獲得し、この構想は幻に終わった。

## 詳細情報

### 年度別打撃成績
| 年 度      | 球 団         | 試 合 | 打 席 | 打 数 | 得 点 | 安 打 | 二 塁 打 | 三 塁 打 | 本 塁 打 | 塁 打 | 打 点 | 盗 塁 | 盗 塁 死 | 犠 打 | 犠 飛 | 四 球 | 敬 遠 | 死 球 | 三 振 | 併 殺 打 | 打 率 | 出 塁 率 | 長 打 率 | O P S |
| ---------- | ------------- | ----- | ----- | ----- | ----- | ----- | -------- | -------- | -------- | ----- | ----- | ----- | -------- | ----- | ----- | ----- | ----- | ----- | ----- | -------- | ----- | -------- | -------- | ----- |
| 1985       | 南海 ダイエー | 37    | 141   | 122   | 18    | 32    | 8        | 1        | 1        | 45    | 7     | 6     | 3        | 8     | 1     | 7     | 0     | 3     | 22    | 1        | .262  | .316     | .369     | .685  |
| 1986       | 南海 ダイエー | 60    | 79    | 73    | 9     | 12    | 2        | 0        | 0        | 14    | 2     | 10    | 4        | 2     | 0     | 3     | 0     | 1     | 16    | 0        | .164  | .208     | .192     | .400  |
| 1987       | 南海 ダイエー | 99    | 340   | 291   | 30    | 69    | 6        | 3        | 5        | 96    | 25    | 14    | 5        | 29    | 0     | 19    | 0     | 1     | 53    | 5        | .237  | .286     | .330     | .616  |
| 1988       | 南海 ダイエー | 109   | 459   | 401   | 64    | 114   | 16       | 5        | 9        | 167   | 48    | 16    | 5        | 18    | 6     | 31    | 0     | 3     | 50    | 6        | .284  | .336     | .416     | .752  |
| 1990       | 南海 ダイエー | 130   | 518   | 453   | 70    | 120   | 17       | 2        | 5        | 156   | 27    | 13    | 1        | 15    | 2     | 46    | 1     | 2     | 48    | 9        | .265  | .334     | .344     | .678  |
| 1991       | 南海 ダイエー | 130   | 495   | 425   | 55    | 109   | 17       | 7        | 6        | 158   | 30    | 30    | 5        | 25    | 3     | 40    | 0     | 2     | 52    | 5        | .256  | .321     | .372     | .693  |
| 1992       | 南海 ダイエー | 130   | 410   | 367   | 47    | 105   | 11       | 2        | 6        | 138   | 40    | 15    | 2        | 13    | 4     | 25    | 0     | 1     | 67    | 3        | .286  | .330     | .376     | .706  |
| 1993       | 南海 ダイエー | 117   | 329   | 291   | 25    | 59    | 11       | 3        | 1        | 79    | 22    | 10    | 2        | 7     | 4     | 26    | 0     | 1     | 47    | 5        | .203  | .267     | .271     | .539  |
| 1994       | 南海 ダイエー | 42    | 45    | 41    | 10    | 6     | 1        | 1        | 0        | 9     | 0     | 0     | 0        | 1     | 0     | 3     | 0     | 0     | 10    | 0        | .146  | .205     | .220     | .424  |
| 1995       | 南海 ダイエー | 86    | 217   | 196   | 31    | 49    | 4        | 1        | 1        | 58    | 9     | 14    | 6        | 8     | 0     | 12    | 1     | 0     | 42    | 1        | .250  | .293     | .296     | .589  |
| 1996       | 南海 ダイエー | 86    | 220   | 200   | 31    | 54    | 8        | 1        | 2        | 70    | 20    | 8     | 3        | 3     | 2     | 13    | 0     | 2     | 47    | 4        | .270  | .318     | .350     | .668  |
| 1997       | 南海 ダイエー | 101   | 327   | 296   | 41    | 89    | 10       | 2        | 5        | 118   | 28    | 2     | 1        | 6     | 3     | 18    | 0     | 4     | 52    | 4        | .301  | .346     | .399     | .744  |
| 1998       | 南海 ダイエー | 53    | 110   | 99    | 11    | 28    | 4        | 1        | 1        | 37    | 6     | 0     | 4        | 7     | 0     | 4     | 0     | 0     | 15    | 2        | .283  | .311     | .374     | .684  |
| 1999       | 南海 ダイエー | 20    | 29    | 24    | 2     | 3     | 0        | 0        | 0        | 3     | 1     | 0     | 0        | 2     | 0     | 3     | 0     | 0     | 4     | 0        | .125  | .222     | .125     | .347  |
| 2000       | 南海 ダイエー | 42    | 45    | 38    | 6     | 6     | 2        | 0        | 0        | 8     | 4     | 3     | 0        | 3     | 0     | 4     | 0     | 0     | 7     | 1        | .158  | .238     | .211     | .449  |
| 通算：15年 | 通算：15年    | 1242  | 3764  | 3317  | 450   | 855   | 117      | 29       | 42       | 1156  | 269   | 141   | 41       | 147   | 25    | 254   | 2     | 20    | 532   | 46       | .258  | .312     | .349     | .661  |

- 各年度の太字はリーグ最高
- 南海（南海ホークス）は、1989年にダイエー（福岡ダイエーホークス）に球団名を変更

### 記録
初記録
- 初出場・初先発出場：1985年8月21日、対阪急ブレーブス19回戦（阪急西宮球場）、9番・遊撃手として先発出場
- 初打席・初安打：同上、3回表に今井雄太郎から
- 初打点：1985年8月24日、対日本ハムファイターズ16回戦（後楽園球場）、8回表に田中幸雄から
- 初本塁打：1985年9月16日、対日本ハムファイターズ20回戦（後楽園球場）、1回表に河野博文からソロ

節目の記録
- 1000試合出場：1996年8月4日、対千葉ロッテマリーンズ19回戦（福岡ドーム）、9番・三塁手として先発出場　※史上334人目

### 背番号
- 14（1985年 - 1987年）
- 7（1988年）
- 6（1989年 - 2000年）
- 91（2005年）
- 97（2006年 - 2007年）
- 84（2009年 - 2011年）

### 登録名
- 湯上谷 宏（ゆがみだに ひろし、1985年 - 1993年）
- 湯上谷 竑志（ゆがみだに ひろし、1994年 - 2000年、2005年 - 2007年、2009年 - 2011年）

## 出演

### 歌
- 『鷹の爪』（クラウンレコード） - 香川伸行・吉田博之・畠山準・加藤伸一と合唱。